# Nils Linde (fackföreningsledare)
Nils Persson Linde, född 7 oktober 1873 i Ignaberga socken, död 21 september 1951 i Stockholm, var en svensk fackföreningsledare.
Nils Linde var son till lantbrukaren Per Svensson. Han började som byggnadssnickare och anslöt sig 1898 till Svenska träarbetareförbundet. 1903–1908 var han ledamot av styrelsen för träarbetareförbundets avdelning 13 i Malmö, varav två år som kassör. Linde valdes 1908 till förtroendeman i Svenska träarbetareförbundet. När förbundet 1923 uppdelades i Svenska byggnadsträarbetareförbundet och Svenska träindustriarbetareförbundet blev han ordförande och förtroendeman i Svenska byggnadsträarbetareförbundet, en post han innehade till 1942. Linde var ordförande i Samverkande byggnadsfackförbundet 1926–1942 samt 1913–1942 ledamot av Landsorganisationens representantskap och 1936–1941 av landssekretariatet. 1917–1921 var han ledamot av Stockholms stadsfullmäktige. Linde är begravd på Norra begravningsplatsen utanför Stockholm.